# Barry Bremen
Barry Bremen (Detroit, 30 de junio de 1947-Phoenix, 30 de junio de 2011) fue un impostor y vendedor estadounidense conocido en el mundo del deporte estadounidense como The Great Imposter («El Gran Impostor»). De 1979 a 1986, Bremen se hizo pasar por árbitro de las Grandes Ligas de Béisbol en la Serie Mundial, jugador de un All-Star Game de las Grandes Ligas de Béisbol, jugador de un All-Star Game de la NBA, árbitro de la National Football League, una de las porristas de los Dallas Cowboys y golfista profesional. También se hizo pasar por un ganador de los Premios Emmy.
Bremen se autoproclamaba jock (nombre dado en Norteamérica a alguien consumido por el deporte y la cultura del deporte) y jugaba regularmente al fútbol americano, al baloncesto y al sóftbol. Su esposa, Margo, en un perfil del impostor publicado en la revista People en 1980, dijo que Bremen estaba «cumpliendo su gran fantasía de ser el centro de atención». Se sabe que fue el padre biológico donante de al menos 36 hijos.

## Imitaciones

### Baloncesto
El 4 de febrero de 1979, Bremen se puso el uniforme de los Kansas City Kings y saltó a la cancha durante el calentamiento previo al All-Star Game de la NBA 1979 en el Pontiac Silverdome. Disparó varios tiros antes de ser reconocido como un intruso. Bremen repitió esa acción con el uniforme de los Houston Rockets en el All-Star Game de la NBA 1981 en el Richfield Coliseum.

### Béisbol
El 17 de julio de 1979, con la ayuda del locutor Dick Schaap y el tercera base de los Kansas City Royals, George Brett, Bremen se coló en el campo vestido con el uniforme de los New York Yankees durante el All-Star Game de las Grandes Ligas de Béisbol de ese año, celebrado en el Seattle Kingdom. Bremen «atrapó moscas» (atrapar pelotas en los jardines fuera del contexto de un juego de béisbol real) durante media hora y se tomó una foto de grupo con el equipo. Finalmente, lo vieron y lo sacaron del campo. Lo intentó de nuevo, escondiéndose en el jacuzzi de la casa club de los Mariners, hasta que el entrenador de los Seattle Mariners (y de la Liga Americana), Gary Nicholson, lo expulsó del recinto.
En 1986, vistiendo el uniforme de los New York Mets, Bremen volvió a «atrapar moscas» en los jardines durante el partido previo al All-Star Game de ese año en el Astrodome de Houston, cuando fue descubierto y reprendido por el entrenador del All-Star Game de la Liga Nacional y mánager de los Los Angeles Dodgers, Tommy Lasorda. Después, Bremen declaró que lo trataron tan mal en la cárcel que la hazaña del All-Star Game sería su última, y así fue.

### Fútbol americano
El 16 de diciembre de 1979, Bremen se hizo pasar por una de las porristas de los Dallas Cowboys en un partido entre los Dallas Cowboys y los Washington Redskins celebrado en el Texas Stadium de Irving, Texas. Como preparación, Bremen perdió 23 libras (10 kg), practicó rutinas de drag con su esposa, mandó a hacer una réplica del uniforme de porrista de los Dallas Cowboys a medida, se afeitó las piernas y gastó $1200 de su propio bolsillo. Durante el partido, Bremen irrumpió en la banda con botas, pantalones cortos, senos postizos y una peluca rubia. Solo pronunció una exclamación: ¡Go Dallas!, antes de que la seguridad de los Cowboys lo esposara. Los Cowboys presentaron una demanda de $5000 por allanamiento y molestias, y solicitaron su prohibición vitalicia de los partidos de los Cowboys. En 1981, Bremen se hizo pasar por árbitro de línea en el Super Bowl XV en el Louisiana Superdome de Nueva Orleans. En 1982, a Bremen, vestido como el San Diego Chicken, se le impidió entrar el Super Bowl XVI en el Pontiac Silverdome.

### Golf
En el Abierto de Estados Unidos de 1979, Bremen (con un hándicap de 7) se coló en el Inverness Club de Toledo, Ohio, y jugó una ronda de práctica con Wayne Levi y Jerry Pate. Regresó en el Abierto de Estados Unidos 1980 en el Baltusrol Golf Club, donde jugó tan mal en una ronda de práctica que un espectador le preguntó a P. J. Boatwright Jr., de la Asociación de Golf de Estados Unidos, cómo un golfista tan malo había logrado pasar la fase clasificatoria.
En 1985, Bremen jugó una ronda de práctica con Fred Couples, Jay Haas y Curtis Strange en el Abierto de Estados Unidos en el Oakland Hills Country Club en Bloomfield Hills, Míchigan. Explorando el campo a principios de semana, Bremen conoció a Couples. Un miembro de Oakland Hills, amigo de Bremen, introdujo de contrabando sus palos y caddie en el club. Bremen, disfrazado y afirmando ser un jugador clasificado llamado Mark Diamond, fue en busca de Couples, quien estaba jugando una ronda de práctica con Haas. En el hoyo 10, Strange y Bob Eastwood se unieron al grupo. Bremen afirmó haber hecho un 77. Bremen dijo que, de todas sus hazañas, estaba más orgulloso de sus travesuras de golf.

### Premios Emmy
En los Premios Emmy de 1985 en Pasadena, Bremen se levantó repentinamente de la primera fila y aceptó de manos de un confundido Peter Graves el premio a la Mejor Actriz de Reparto para la actriz de Hill Street Blues, Betty Thomas. Bremen fue arrestado y multado con 175 dólares por su truco. Más tarde se disculpó con Thomas, diciéndole que realmente pensó que ella no estaba allí para recibir su premio.

## Muerte y legado
Bremen falleció de cáncer de esófago el día de su 64.º cumpleaños en 2011. Fue enterrado en el cementerio Mount Sinai de Scottsdale (Arizona). Un documental de ESPN E:60 de 2022 reveló que Bremen había sido donante de esperma durante muchos años. Hasta 2022, se sabía que más de 36 personas eran hijos biológicos de Bremen. El secreto se descubrió a través de un sitio web de compatibilidad de ADN. Gracias al documental, los hijos conocidos de Bremen se conocieron en persona por primera vez. Él y su esposa Margo también criaron a tres hijos.